# Technische Universität Kim Ch’aek

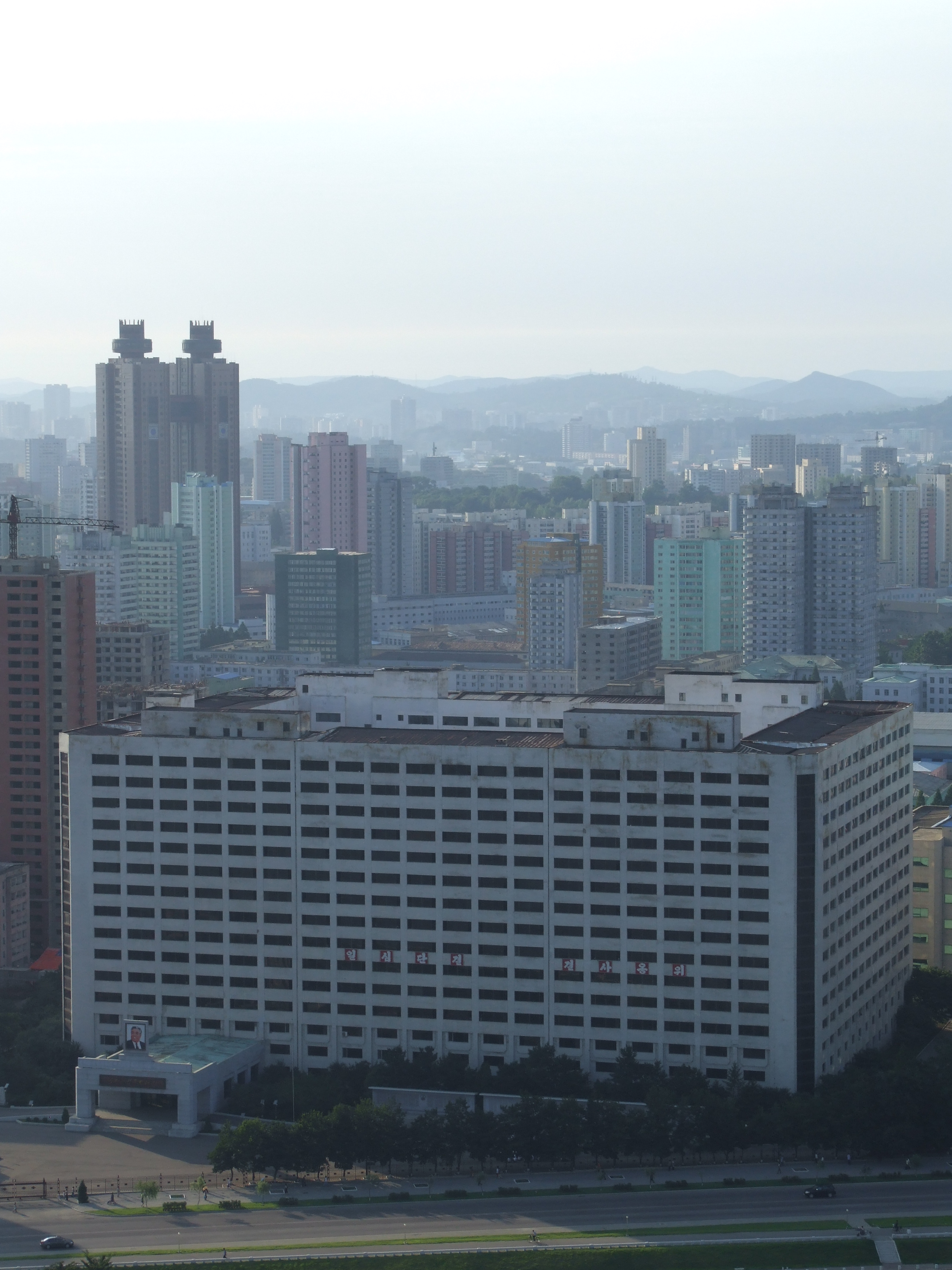
Technische Universität Kim Ch’aek

Die Technische Universität Kim Ch’aek (김책공업종합대학) ist eine Universität in der nordkoreanischen Hauptstadt Pjöngjang. Sie befindet sich im Stadtbezirk Chung-guyŏk an der Yonggwang-Straße und dem Ufer des Taedong-gang. Die Universität wurde am 27. September 1948 eröffnet und ist benannt nach dem General und Politiker Kim Ch’aek.
Die Universität besitzt 18 Fakultäten und etwa 80 Abteilungen. Die Zahl der Studenten beträgt um die 10.000. Es existieren zehn Forschungsinstitute, 54 Labore und eine Graduiertenschule. Etwa 2000 Mitarbeiter sind an der Universität tätig.

## Campus

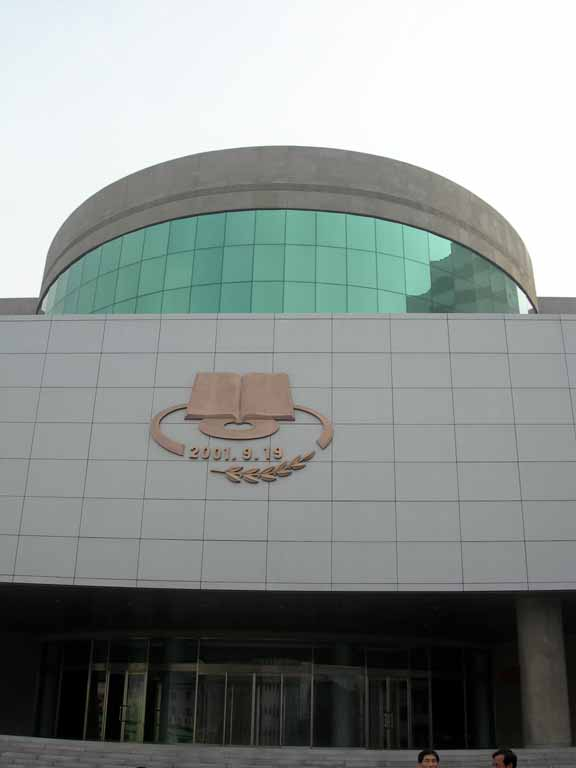
e-Bibliothek der Universität

Das zentrale Universitätsgebäude wurde im Jahr 1992 eröffnet und besitzt 15 Etagen und einen abgeschlossenen Innenhof. Darin befindet sich unter anderem eine Halle für 2000 Personen. Zum Campus gehören zudem neben einer e-Bibliothek und einer Sporthalle mehrere Instituts- und Forschungsgebäude sowie Studentenwohnheime. Die e-Bibliothek wurde 2006 eröffnet. Sie erstreckt sich über fünf Etagen und eine Gesamtfläche von 16.000 Quadratmeter. Darin befinden sich zwölf Computer-Lesesäle und vier weitere herkömmliche Lesesäle.
Die Sporthalle der Universität wurde ebenfalls im Jahr 2006 eröffnet. Sie beherbergt neben der Hauptarena vier Trainingshallen, eine Sauna und weitere Nebenräume. Sie bietet Platz für 4000 Personen und wird als Multifunktionshalle neben Sportveranstaltungen auch für Tagungen genutzt.
Im Wohnviertel der Mirae-Straße befindet sich seit 2015 das Automation Institute of Kim Chaek University of Technology.

## Forschung & Entwicklung
Studenten der Universität entwickelten Ende 2012 in Zusammenarbeit mit Nosotek und Koryo Tours das erste weltweit veröffentlichte Videospiel Nordkoreas; Pyongyang Racer.